# Leptotogea belliger
Leptotogea belliger là một loài tò vò trong họ Ichneumonidae.